# シーサイド・バウンド
「シーサイド・バウンド」は、1967年5月5日に発売されたザ・タイガースの2枚目のシングル。

## 解説
デビュー・シングル「僕のマリー」に続いて作詞は橋本淳、作曲はすぎやまこういちのコンビである。この頃はまだメンバー全員が合宿生活を送っていた（当シングル盤のライナーノーツにも「現在は同じ家に住み、合宿生活を送っています」とある）。
1967年5月31日にはまゆう丸にて正式発表会が行われた。
40万枚を売り上げたこのシングルの大ヒットによりザ・タイガースの人気は決定付けられた。『ヤング・ミュージック』（集英社）のランキングでは、1967年9月号で最高位となる2位を獲得した。
テイチクエンタテインメントから2007年3月21日に発売されたCDアルバム「GSフォーエヴァー100」の解説欄には「50万枚を超えるセールスを記録して彼らの人気を決定づけた」とある。
曲目にある「バウンド」とは、当時で言う「ニューリズム」の一環として作られたものである。1960年代には主に夏季向け商品として、各々に工夫をこらした「ニューリズム」が、歌と踊り（ステップ）をセットにして、各レコード会社から競い合うかのように売り出されていた。「ニューリズム」には、海外から輸入されたもの（1968年に流行したブーガルーもそのひとつ）もあれば、日本で洋風に作られたオリジナルのものもあったが、もちろん「バウンド」は後者で、阿波踊りのリズムにヒントを得たとも、また鞠つきにヒントを得たとも言われている。ステップの振り付けは土居甫。
「シーサイド・バウンド」を録音した同日の1967年3月8日には、シングル候補曲として「白いブーツの女の子」の録音も行われている。「白いブーツの女の子」は、1990年発売の『ザ・タイガース / PERFECT CD BOX』(10枚組）内のアルバム『レジェンド・オブ・ザ・タイガース』に収録された。
タイトル曲「シーサイド・バウンド」は、発売から約20年後の1986年、ドラマ『やったぜベイビー!』（日テレ系）の主題歌に起用される。また、Jリーグ・湘南ベルマーレの応援歌としても知られる。

## 収録曲
- 両楽曲共に、作詞：橋本淳／作曲・編曲：すぎやまこういち

1. シーサイド・バウンド [02:47]
2. 星のプリンス [03:28]

## カバー
- ザ・ジャガーズ（アルバム「ジャガーズ・ファースト・アルバム」に収録）
- メッツ（シングル「メッツのシーサイド・バウンド」収録）
- ヤング・フレッシュ（アルバム「ドレミファブック 10」収録）